# SkyDive Dubai Pro Cycling Team-Al Ahli Club
SkyDive Dubai Pro Cycling Team-Ao Ahli Clube (código UCI: SKD), é um equipa ciclista profissional emiradense de categoria Continental.
Foi criado para a temporada de 2014, tendo a sua base na equipa amador Al Ahli e sendo a primeira equipa profissional dos Emirados Árabes Unidos.

## Classificações UCI
A equipa participa nos circuitos continentais, principalmente no UCI Asia Tour.

### UCI África Tour
| Temporada | Classificação por equipas | Melhor corredor | Posição |
| 2013-2014 | 9º                        | Rafaâ Chtioui   | 46º     |
| 2015      | 1º                        | Rafaâ Chtioui   | 4º      |

### UCI Asia Tour
| Temporada | Classificação por equipas | Melhor corredor    | Posição |
| 2013-2014 | 7º                        | Alexandr Pliuschin | 24º     |
| 2015      | 7º                        | Andrea Palini      | 3º      |

### UCI Europe Tour
| Temporada | Classificação por equipas | Melhor corredor   | Posição |
| 2015      | 97º                       | Francisco Mancebo | 412º    |

## Palmarés
Para anos anteriores, veja-se Palmarés da SkyDive Dubai Pro Cycling Team-Al Ahli Club

### Palmarés de 2017

#### Circuitos Continentais da UCI
| Datas | Circuito | Carreiras | Ganhador |

#### Campeonatos nacionais
| Datas | Carreiras | Ganhador |

## Plantel
Para anos anteriores, veja-se Elencos da SkyDive Dubai Pro Cycling Team-Al Ahli Club

### Elenco de 2017
| Nome                    | Nascimento | Nacionalidade          | Equipa de 2016  |
| Sultan Hassan Alhammadi | 15/08/1993 | Emirados Árabes Unidos | Sky Dive Dubai  |
| Rafaâ Chtioui           | 26/01/1986 | Tunísia                | Sky Dive Dubai  |
| Saeed Desmal            | 02/08/1998 | Emirados Árabes Unidos | Neoprofissional |
| Soufiane Haddi          | 20/02/1991 | Marrocos               | Sky Dive Dubai  |
| Maher Hasnaoui          | 22/09/1989 | Tunísia                | Sky Dive Dubai  |
| Ao Ali Ibrahim          | 17/11/1994 | Emirados Árabes Unidos | Sky Dive Dubai  |
| Khalid Ibrahim          | 12/11/1995 | Emirados Árabes Unidos | Sky Dive Dubai  |
| Adil Jelloul            | 14/06/1982 | Marrocos               | Sky Dive Dubai  |
| Francisco Mancebo       | 09/03/1976 | Espanha                | Sky Dive Dubai  |
| Mohamed Mehrab          | 13/05/1998 | Emirados Árabes Unidos | Neoprofissional |
| Tarek Obaid Murad       | 01/04/1984 | Emirados Árabes Unidos | Sky Dive Dubai  |
| Marlen Zmorka           | 01/07/1993 | Ucrânia                | Sky Dive Dubai  |